# Henryk Tomaszewski
Henryk Tomaszewski (10. července 1914 Varšava – 11. září 2005 Varšava) byl polský grafický designér, autor ceněných plakátů a „otec“ Polské školy plakátu.

## Životopis
Narodil se ve Varšavě do rodiny hudebníků. V roce 1934 nastoupil na Varšavskou akademii umění z níž promoval v roce 1939. Během 2. světové války a nacistické okupace Polska si vydělával svými malbami, kresbami a dřevoryty, které byly později zničeny během Varšavského povstání. V roce 1947 začal společně s Tadeuszem Trepkowskim a Tadeuszem Gronowskim vytvářet plakáty pro státem řízenou filmovou distribuci Central Wynajmu Filmow. Poválečný nedostatek uměleckých potřeb ho dovedl k přepracování filmového plakátu. Namísto užívaných portrétů herců, používal výrazné barvy, abstraktní tvary a filmové techniky navozující filmovou atmosféru. Vytvářel mimo jiné také plakáty pro cirkus a umělecké výstavy. Svými živými a důmyslně zpracovanými plakáty se v poválečné éře stal otcem Polské školy plakátu, která ovlivnila grafické designéry po celém světě.
Jeho práce byla také součástí umělecké soutěže na letních olympijských hrách v roce 1948. Od roku 1952 až do roku 1985 byl profesorem na Varšavské akademii umění. V roce 1975 mu byl uděleno ocenění Čestný královský průmyslový designér od Královské společnosti umění, řemesel a obchodu v Londýně.
Jeho syn Filip Pagowski je uznávaný polský grafik.
Henryk Tomaszewski zemřel 11. září 2005 ve Varšavě kvůli progresivní degeneraci nervů.

## Ocenění
- 1948 – Pět zlatých medailí, Mezinárodní výstava plakátů, Vídeň (Rakousko)[5]
- 1963 – První cena, Mezinárodní bienále umění, São Paulo (Brazílie)[5]
- 1965 – Zlatá medaile, Lipsko (DDR)[5]
- 1966 – Stříbrná medaile, Mezinárodní bienále plakátu, Varšava (Polsko)
- 1967 – Zlatá medaile, Národní bienále polského plakátu, Katovice (Polsko)
- 1970 – Zlatá medaile, Mezinárodní polské bienále, Varšava (Polsko)[5]
- 1975 – Stříbrná medaile, Národní bienále polského plakátu, Katovice (Polsko)
- 1975 – Čestný královský průmyslový designér, Královská společnost umění, řemesel a obchodu
- 1979 – První cena, 3. bienále plakátu, Lahti (Finsko)
- 1981 – První cena, Mezinárodní výstava plakátů, Fort Collins (USA)
- 1986 – Excellence Award, ICOGRADA
- 1988 – Stříbrná a zlatá medaile, Mezinárodní bienále plakátu, Varšava (Polsko)
- 1991 – Bronzová medaile, Mezinárodní trienále plakátu, Tojama (Japonsko)
- 1994 – Stříbrná medaile, Mezinárodní trienále plakátu, Tojama (Japonsko)
- 1994 – Bronzová medaile, Mezinárodní bienále plakátu, Varšava (Polsko)